# Kendengus javanus
Kendengus javanus is een hooiwagen uit de familie Beloniscidae. De originele naamcombinatie (protoniem) was Belonisculus javanus Roewer 1927. Een volgende naamrecombinatie werd gepubliceerd als Kendengus javanus (Roewer 1927) in Roewer 1949.
De soort is endemisch op het Indonesische Java, en wordt aangetroffen rond de caldeira van Kendeng.